# 富士ゼロックスイメージングマテリアルズ
富士ゼロックスイメージングマテリアルズ株式会社（ふじゼロックスイメージングマテリアルズ）は、2000年から2010年まで存在していた富士ゼロックス（現:富士フイルムビジネスイノベーション）の完全子会社である。略称はFXIM。本社、工場ともに富山県滑川市に置いていた。
2008年からは新製法によるトナー製造も開始し、富士フイルム（ゼロックス）グループにおける位置づけは更に大きくなる。
2010年4月に富士ゼロックスマニュファクチュアリング（現富士フイルムマニュファクチャリング）に吸収され消滅。現在は同社の富山事業所となっている。

## 概要
複写機、プリンターなどに使用する乳化疑集製法トナー（EAトナー）を製造販売している。
工場は早月川と富山県道138号栗山追分線に挟まれるように位置しており、総合工場棟であるX棟と、EA棟を3棟置く。

## 沿革
- 2000年7月7日　地鎮祭
- 2000年10月10日　創立
- 2001年4月20日　生産開始
- 2010年4月1日　富士ゼロックスマニュファクチュアリングに吸収され、以降は同社の富山事業所となる。